# Erwin Lorenz
Erwin Lorenz (* 27. April 1892 in Nieder-Wildungen; † 4. Dezember 1970 ebenda) war ein hessischer Politiker (LDP) und Abgeordneter der Verfassungberatenden Landesversammlung Groß-Hessen, einem Vorgänger des Hessischen Landtags.
Erwin Lorenz arbeitete nach dem Besuch der Volksschule und der Höheren Schule als Kaufmann. In der Weimarer Republik stand er politischer der DVP nahe. Er war von 1931 bis zur Machtergreifung der Nationalsozialisten 1933 und vom 1. April 1945 bis zum 1. April 1946 Ehrenamtlicher Erster Beigeordneter der Stadt Wildungen. Dezember 1937 hatte er die Aufnahme in die NSDAP beantragt und war rückwirkend zum 1. Mai desselben Jahres aufgenommen worden (Mitgliedsnummer 5.441.646). Nach den ersten freien Kommunalwahlen in Hessen 1946 war er ab dem 1. Februar 1946 Stadtverordneter in Bad Wildungen. Vom 15. Juli 1946 bis zum 30. November 1946 war er Mitglied der Verfassungberatenden Landesversammlung Groß-Hessen. Von 1924 bis 1957 leitete er die Freiwillige Feuerwehr der Stadt Bad Wildungen.